# Europameisterschaften im Modernen Fünfkampf 2007
Die Europameisterschaften im Modernen Fünfkampf 2007 wurden vom 6. bis 13. Juni 2007 in Riga, Lettland, ausgetragen.

## Herren

### Einzel
| Platz | Land     | Sportler           |
| ----- | -------- | ------------------ |
| 1     | Ungarn   | Viktor Horváth     |
| 2     | Russland | Rustem Sabirchusin |
| 3     | Polen    | Marcin Horbacz     |

### Mannschaft
| Platz | Land     | Sportler                                        |
| ----- | -------- | ----------------------------------------------- |
| 1     | Russland | Andrei Moissejew Ilja Frolow Rustem Sabirchusin |
| 2     | Ungarn   | Sándor Fülep Gábor Balogh Viktor Horváth        |
| 3     | Belarus  | Jahor Lapo Dsmitryj Meljach Michail Prokopenko  |

### Staffel
| Platz | Land     | Sportler                                            |
| ----- | -------- | --------------------------------------------------- |
| 1     | Russland | Alexei Welikodny Dmitri Telegin Alexei Turkin       |
| 2     | Litauen  | Edvinas Krungolcas Justinas Kinderis Tadas Žemaitis |
| 3     | Belarus  | Jahor Lapo Dsmitryj Meljach Michail Prokopenko      |

## Damen

### Einzel
| Platz | Land                   | Sportlerin                  |
| ----- | ---------------------- | --------------------------- |
| 1     | Russland               | Jewdokija Gretschischnikowa |
| 2     | Vereinigtes Königreich | Heather Fell                |
| 3     | Italien                | Sara Bertoli                |

### Mannschaft
| Platz | Land                   | Sportlerinnen                                      |
| ----- | ---------------------- | -------------------------------------------------- |
| 1     | Italien                | Sara Bertoli Claudia Corsini Alessia Pieretti      |
| 2     | Vereinigtes Königreich | Mhairi Spence Georgina Harland Katy Livingston     |
| 3     | Polen                  | Sylwia Czwojdzińska Edyta Małoszyc Paulina Boenisz |

### Staffel
| Platz | Land                   | Sportlerinnen                                           |
| ----- | ---------------------- | ------------------------------------------------------- |
| 1     | Vereinigtes Königreich | Heather Fell Georgina Harland Katy Livingston           |
| 2     | Russland               | Polina Strutschkowa Ljudmila Sirotkina Tatjana Muratowa |
| 3     | Ungarn                 | Zsuzsanna Vörös Vivien Máthé Sarolta Kovács             |

## Medaillenspiegel
| Platz | Land                   | Goldmedaille | Silbermedaille | Bronzemedaille |
| 1     | Russland               | 3            | 2              | –              |
| 2     | Vereinigtes Königreich | 1            | 2              | –              |
| 3     | Ungarn                 | 1            | 1              | 1              |
| 4     | Italien                | 1            | –              | 1              |
| 5     | Litauen                | –            | 1              | –              |
| 6     | Polen                  | –            | –              | 2              |
| 6     | Belarus                | –            | –              | 2              |